# Rudolf Marx
Rudolf Marx (ur. 14 lutego 1943 w Braniewie w Prusach Wschodnich) – niemiecki polityk CDU, w latach 2000–2012 starosta powiatu Vogelsberg.

## Życiorys
Urodził się w 1943 roku w Braniewie, które w 1945 znalazło się w granicach Polski. Po wysiedleniu mieszkał w Wartenbergu w Hesji. Tam ukończył szkołę podstawową i zawodową w zawodzie stolarza. Wykształcenie średnie i maturę uzupełnił po wstąpieniu do Federalnej Straży Granicznej (Bundesgrenzschutz). Następnie ukończył kurs oficerski oraz zdobył dyplom z zakresu zarządzania w administracji publicznej (Diplom-Verwaltungswirt. W latach 1973–1997 pracował jako komisarz policji w Federalnej Straży Granicznej w Alsfeld.
W 1978 roku wstąpił do Unii Chrześcijańsko-Demokratycznej (CDU). Od 1981 był członkiem rady miejskiej w Romrod i rady powiatowej Vogelsberg. Od 1987 do wyboru na radnego powiatowego etatowego w lipcu 1997 r. był członkiem komitetu powiatowego.
20 lutego 2000 został wybrany w wyborach bezpośrednich na urząd starosty powiatu Vogelsberg, uzyskując w II turze wyborów 53,0% głosów. Został czwartym wybranym w wyborach starostą tego powiatu. W kolejnych wyborach, w dniu 26 marca 2006, został ponownie wybrany w wyborach bezpośrednich z wynikiem 55,6 procent głosów. Jego druga kadencja trwała do 9 czerwca 2012. Ze względu na wiek Marks nie ubiegał się o reelekcję.
W 2013 roku Marks został wybrany jednogłośnie honorowym przewodniczącym związku miejskiego CDU w Romrod. 
Rudolf Marx jest żonaty i ma dwóch dorosłych synów.